# Ribemont
Ribemont és un municipi francès situat al departament de l'Aisne i a la regió dels Alts de França. L'any 2007 tenia 2.042 habitants.

## Demografia

### Població
El 2007 la població de fet de Ribemont era de 2.042 persones. Hi havia 837 famílies de les quals 267 eren unipersonals (117 homes vivint sols i 150 dones vivint soles), 241 parelles sense fills, 273 parelles amb fills i 56 famílies monoparentals amb fills.
La població ha evolucionat segons el següent gràfic:
Habitants censats

### Habitatges
El 2007 hi havia 936 habitatges, 846 eren l'habitatge principal de la família, 16 eren segones residències i 74 estaven desocupats. 873 eren cases i 63 eren apartaments. Dels 846 habitatges principals, 542 estaven ocupats pels seus propietaris, 274 estaven llogats i ocupats pels llogaters i 29 estaven cedits a títol gratuït; 5 tenien una cambra, 46 en tenien dues, 130 en tenien tres, 240 en tenien quatre i 425 en tenien cinc o més. 470 habitatges disposaven pel capbaix d'una plaça de pàrquing. A 385 habitatges hi havia un automòbil i a 278 n'hi havia dos o més.

### Piràmide de població
La piràmide de població per edats i sexe el 2009 era:
| Homes | Edats   | Dones |
| ----- | ------- | ----- |
| 0     | 95 o +  | 0     |
| 4     | 90 a 94 | 4     |
| 4     | 85 a 89 | 16    |
| 4     | 80 a 84 | 12    |
| 40    | 75 a 79 | 48    |
| 48    | 70 a 74 | 60    |
| 56    | 65 a 69 | 56    |
| 40    | 60 a 64 | 40    |
| 32    | 55 a 59 | 32    |
| 72    | 50 a 54 | 48    |
| 68    | 45 a 49 | 76    |
| 88    | 40 a 44 | 88    |
| 68    | 35 a 39 | 72    |
| 48    | 30 a 34 | 52    |
| 80    | 25 a 29 | 104   |
| 68    | 20 a 24 | 48    |
| 120   | 15 a 19 | 88    |
| 84    | 10 a 14 | 104   |
| 76    | 5 a 9   | 72    |
| 44    | 0 a 4   | 40    |

## Economia
El 2007 la població en edat de treballar era de 1.305 persones, 904 eren actives i 401 eren inactives. De les 904 persones actives 775 estaven ocupades (460 homes i 315 dones) i 129 estaven aturades (60 homes i 69 dones). De les 401 persones inactives 97 estaven jubilades, 116 estaven estudiant i 188 estaven classificades com a «altres inactius».

### Ingressos
El 2009 a Ribemont hi havia 860 unitats fiscals que integraven 2.055,5 persones, la mediana anual d'ingressos fiscals per persona era de 14.546 €.

### Activitats econòmiques
Dels 86 establiments que hi havia el 2007, 2 eren d'empreses extractives, 2 d'empreses alimentàries, 1 d'una empresa de fabricació d'elements pel transport, 4 d'empreses de fabricació d'altres productes industrials, 18 d'empreses de construcció, 19 d'empreses de comerç i reparació d'automòbils, 3 d'empreses de transport, 5 d'empreses d'hostatgeria i restauració, 5 d'empreses financeres, 3 d'empreses immobiliàries, 4 d'empreses de serveis, 9 d'entitats de l'administració pública i 11 d'empreses classificades com a «altres activitats de serveis».
Dels 30 establiments de servei als particulars que hi havia el 2009, 1 era una oficina d'administració d'Hisenda pública, 1 gendarmeria, 1 oficina de correu, 2 oficines bancàries, 2 funeràries, 1 taller de reparació d'automòbils i de material agrícola, 2 autoescoles, 3 paletes, 3 fusteries, 6 lampisteries, 1 electricista, 1 empresa de construcció, 3 perruqueries, 2 restaurants i 1 agència immobiliària.
Dels 7 establiments comercials que hi havia el 2009, 1 era un hipermercat, 1 una botiga de més de 120 m², 2 fleques, 1 una peixateria, 1 una botiga de roba i 1 una joieria.
L'any 2000 a Ribemont hi havia 20 explotacions agrícoles.

## Equipaments sanitaris i escolars
L'únic equipament sanitari que hi havia el 2009 era una farmàcia.
El 2009 hi havia 1 escola maternal i 2 escoles elementals. Ribemont disposava d'un col·legi d'educació secundària amb 329 alumnes.

## Poblacions més properes
El següent diagrama mostra les poblacions més properes.